# Boskär (Vaasa)
Boskär est une île du nord Kvarken à Vaasa en Finlande.

## Géographie
La superficie de l'île est de 1,39 kilomètre carré et sa longueur maximale est de 2,1 kilomètres dans une direction sud-est-nord-ouest. 
L'île s'élève à environ 10 mètres au-dessus du niveau de la mer.